# SUHO Japan Special Live 2022
《SUHO Japan Special Live 2022》은 대한민국의 음악 그룹 EXO의 멤버 수호의 첫 번째 일본 전국 콘서트 투어이다.

## 개요
2022년 8월 7일, EXO 일본 공식 홈페이지는 수호의 스페셜 라이브 일정을 발표하였으며,티켓 예매는 일반 예매에 앞서 8월 8일 EXO-L JAPAN 선행 예매가, 일반 예매는 8월 22일에 진행되었다.

## 투어 일정
| 일정                  | 도시   | 장소        | 관객 수       |
| --------------------- | ------ | ----------- | ------------- |
| 2022년 10월 1일 (1회) | 도쿄시 | 도쿄 체육관 | 통산 12,000명 |
| 2022년 10월 1일 (2회) | 도쿄시 | 도쿄 체육관 | 통산 12,000명 |

## 세트 리스트
- Concert Start -
- Morning Star
- Grey Suit

- Ment -
- 커튼 (Curtain)
- 암막 커튼 (Starry Night)

- Ment -
- Hurdle
- 残酷な天使のテーゼ[2](잔혹한 천사의 테제)
- EXO Medley

1. BIRD
2. 으르렁 (Growl)
3. 중독 (Overdose)
4. Love Me Right ~romantic universe~

- Ment -
- 자화상 (Self-Portrait)
- 사랑, 하자 (Let’s Love)

- Encore -
- Made In You

## 제작
- 기획·제작 : 에이벡스 엔터테인먼트, 스트림 미디어 코퍼레이션